# Freie Radikale (Kurzgeschichte)

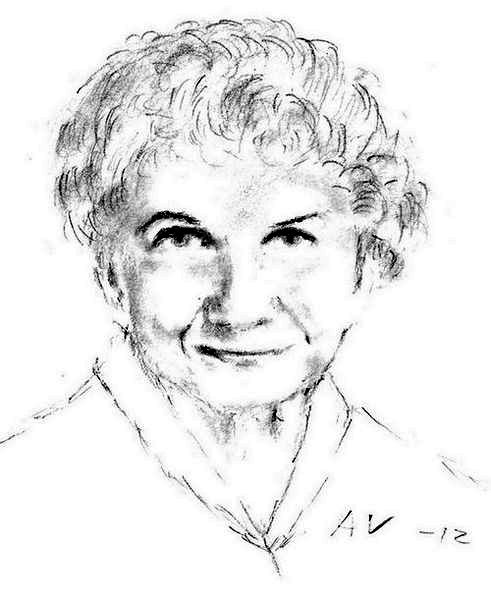
Alice Munro, Nobelpreis für Literatur 2013

Freie Radikale (im Original Free Radicals, 2008/2009) ist eine Short Story von Alice Munro, in der an einem praktischen Beispiel gezeigt wird, wie nützlich Kenntnisse über die potenzielle Macht von Fiktion sein können.

## Handlung
Die Geschichte handelt von zwei Erwachsenen, die sich kurzzeitig kennenlernen. In das Gespräch, das zunehmend konflikthaft wird, bringen beide bestimmte Teile ihrer Lebensgeschichte ein, in denen es unter anderem um Vertrauensverlust und Angst geht und die im Augenblick des Erzähltwerdens aus der Sicht der jeweils anderen Person als erfunden erscheinen könnten. Die eine Seite zeigt Fotos als Beweismittel, die andere nutzt das Erzählen allein. Ein längerer Vorspann, in dem die Ausgangslage und die Lesegewohnheiten von Nita geschildert werden, steht einem sehr kurzen Schluss gegenüber, in dem Nita erneut unfreiwillig Besuch bekommt, diesmal von einem Polizisten. Im Lauf des Mittelteils, dem mit 15 Seiten längsten Abschnitt, verändert sich das Klima und das Tempo in der Story beträchtlich, und er besteht überwiegend aus Dialog. Der Titel der Geschichte kommt zwar einmal im Wortlaut vor, weil er als eine von Nita gesuchte Vokabel in Bezug auf Rotwein unvermittelt ausgesprochen wird, dies scheint aber nur ganz am Rande von Bedeutung zu sein.

## Interpretationen
In dieser Geschichte wird das Rezept erprobt, sich einen gewaltbereiten Mann vom Leibe zu halten, indem ein eigener Mord erfunden wird, meint Irmtraud Gutschke in ihrer Rezension des Bandes in Neues Deutschland. „Freie Radikale“ sei ein psychologisches Meisterwerk, weil sie auf sein Prahlen mit dem Mord an Eltern und Schwester mit der Beichte eigener Schandtaten kontert und sich auf diese Weise zur Komplizin mache, rezensiert Gisela Ostwald das Werk für den Stern. Sylvia Staude meint, dass der ungebetene Besucher ihr nur deshalb nicht das Leben, sondern nur das Auto nehme, weil sie ihm durch das Geständnis ihres Mordes suggeriert habe, er hätte sie nun in der Hand. Dass die Tat ebenso wie die Erzählung Fiktion sei, bedeute einen doppelten Triumph der Literatur. Auf diese Weise gelinge es der Krebskranken, „um dieses nur noch in Monaten zu bemessende Stück Leben“ mit Erfolg zu kämpfen. Cliff Garstang berichtet, dass er beim Lesen von „Free Radicals“ Geschichten von O’Connor assoziiert und dass man sich verliebe in Nitas Angst und in ihren Schmerz – und er fragt, was Nita eigentlich getan hat. Nita verwickelte den Mann in Gespräche, die dazu führen, dass sie ihn von seinen bedrohlichen Plänen ihr gegenüber abbringen könne. Von dem, was einen beim Lesen bewege, bleibe vieles unausgesprochen. Dass die eigene Vorstellungskraft so viel zu tun bekomme, könne schon nach Munros Werken süchtig machen, meint Katrin Bettina Müller in der taz am Beispiel dieser Erzählung. Die Wirklichkeit bekomme einen Riss, schreibt Jana Simon für Die Zeit, als der Mann sich mit einer Scherbe ritze und Blut zu sehen sei in diesem „Kammerspiel der Innenwelt“, einer Geschichte, die 25 Seiten kurz sei und lang wie ein Roman. In Wahrheit sei sie selbst die Geliebte gewesen, deren Mord sie mit ihrer „Lüge in der Not“ gestanden habe.

## Ausgaben und Versionen
Die erste Version der Story wurde in der Ausgabe des The New Yorker vom 11. Februar 2008 veröffentlicht und ist kostenlos im Web lesbar. Die zweite Version ist in der Sammlung Too Much Happiness (2009), dem dreizehnten Band mit Munros Erzählungen, enthalten. Das Werk hat in englischer Sprache eine Länge von ca. 20 Seiten. Auf Deutsch erschien die Erzählung in der Übersetzung von Heidi Zerning bei S. Fischer in Frankfurt am Main im Jahr 2011, und der Band trägt den Titel Zu viel Glück.

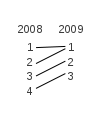
Alice Munro: "Free Radicals" (2008 / 2009), Versionsunter-schiede nach Abschnitten

Aus vier Abschnitten in der ersten Version werden in der Buchversion drei, indem ein Abschnittswechsel entfernt wird. Die Vorgeschichte kommt im ersten Abschnitt zu stehen, der zweite Abschnitt beginnt damit, dass Nita lüften will, weil es ein heißer Tag zu werden scheint. Der dritte Abschnitt beginnt mit dem Klopfen des zweiten Besuchers. Es gibt überwiegend syntaktische Veränderungen, zum Beispiel von „She would have to invade her dead husband's mind“ zu „... her husband's dead mind“, ferner stilistische Verknappungen sowie Tempuswechsel und dass an einigen Stellen direkte Rede zu freier direkter Rede wird. Darüber hinaus gibt es von der ersten Version zur zweiten einige Änderungen der folgenden Art (der Reihe des Erscheinens nach genannt, kursiv markiert wird die neue Version): „She was really a rather serious, physically awkward, self-conscious woman – hardly a girl – who could recite all the queens, not just the kings but the queens, of England ...“ oder „He was ... ready to peer jokingly in the window – through which she might, in earlier days, have pretended to be alarmed at the sight of a peeping tom/ pretended to be starting a striptease.“ Am Ende gibt es zwei weitere nennenswerte Änderungen: „She read modern fiction too. Always fiction. She hated to hear the word "escape" used about fiction. She might have argued, not just playfully, that it was real life that was the escape. But real life had become/But this was too important to argue about.“ Und, gleich anschließend, hier ist die erste Version kursiv markiert: „And now, most strangely, all that was gone. Not just with Rich's death but with her own immersion in illness. Then she had thought that the change was temporary and the magic of reading would reappear once she was off certain drugs ...“. Im zweiten Abschnitt gibt es u. a. folgende Änderungen: „as if he were asthmatic/ might suffer chest wheezing“, „So then you say, Why get rid of her? He might still have been thinking of staying with me?/been thinking both ways?“ und, „"So what are you going to say about the car?" he said. "You sold it to a stranger. Right?" The import of this did not come to her for a moment. When it did, the room quivered. Going to say. "Thank you," she said, ...“ Das Echo wurde für die zweite Fassung gestrichen. Im letzten Abschnitt: „She looked at the patch of gravel where it had been parked. "It's gone", she said. "It was over there/ That's where it was.“